# Rodríguez de Mendoza
Rodríguez de Mendoza é uma província do Peru localizada na região de Amazonas. Sua capital é a cidade de Mendoza.

## Distritos da província
- Chirimoto
- Cochamal
- Huambo
- Limabamba
- Longar
- Mariscal Benavides
- Milpuc
- Omia
- San Nicolas
- Santa Rosa
- Totora
- Vista Alegre